# شامورامات

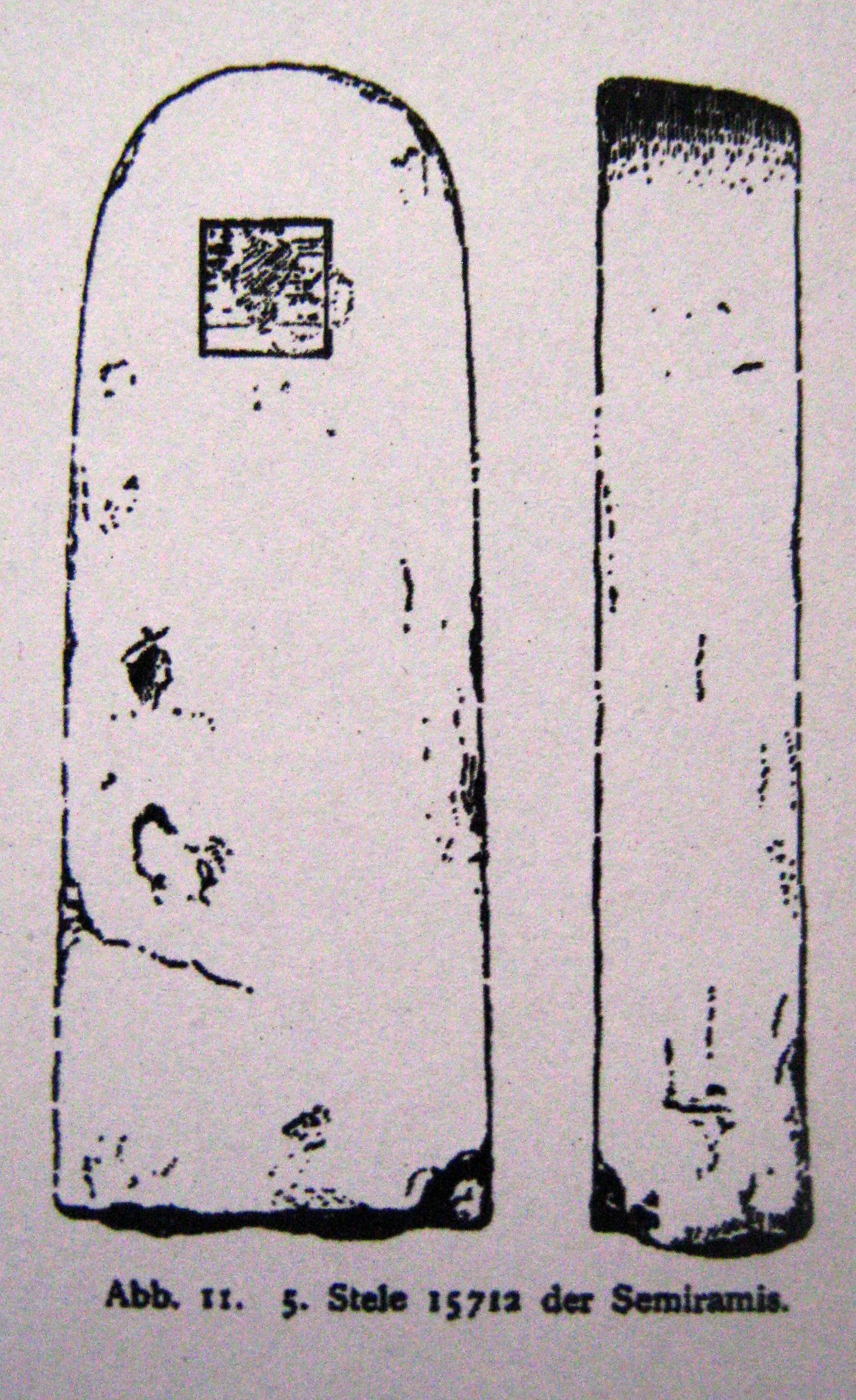
لوح شامورامات ، وجدت في آشور

شمورامات (أيضا شامو-رامات) كانت ملكة آشورية، زوجة شمشي أدد الخامس (824-810 قبل الميلاد) والدة أداد نيراري الثالث. (810-782 قبل الميلاد). يُعتقد أنها كانت ابنة للملك البابلي مردوخ زكير-شومي الأول. كأميرة بابلية، كان لها تأثير أكبر على السياسة الآشورية خلال حياة زوجها. وبعد وفاته، بقيت آنذاك لعدة سنوات وحدها تهيمن على الإمبراطورية الآشورية وتدافع عنها عسكريا، حتى صار ابنها الصغير وريث العرش ناضجًا بدرجة كافية لمهمته.
إلا أن، المؤرخون يختلفون فيما إذا كانت شمورامات تؤدي في الواقع الوصية أو المشاركة في الحكم بجانب ابنها، في وقت وفي إمبراطورية حيث كانت النساء في القيادة أمر لا يمكن تصوره، أو ما إذا كانت مارست تأثيرًا على الملك الشباب فحسب كونها والدته. تثبت العديد من النقوش أنها كنت امرأة قوية وحيوية بشكل استثنائي.
ومن المثير للجدل أيضا ما هي العلاقة بينها وبين الملكة الأسطورية سميراميس. تُترجم شامورامات في اللغة اليونانية إلى سميراميس وليس أقلها هذا لأن تُعتبر غالبًا الشخص التاريخي وراء الأسطورة.

## حياتها
التواريخ المحددة لحياتها غير معروفة. تُقدر ولادتها حوالي عام 840 قبل الميلاد. ووفقًا لنقش صادر عن حاكم كالخو بمناسبة افتتاح عهد أداد نيراري بُني معبد نبو في عام 787 قبل الميلاد وضعت تمثال الإله فيه، كانت شامورامات لا تزال على قيد الحياة على الأقل في ذلك الوقت، ويشتبه في وفاتها بعد بضع سنوات.
يعود زواجها من شمشي-أدد الخامس إلى زمن كانت فيه الإمبراطورية الآشورية قد ضعفت إلى حد كبير. إذ ناضل ضد شقيقه الأكبر آشور دانن بال ، الذي قام بانتفاضة ضد والده شلمانو آشرايد الثالث. ولم يتمكن من الانتصار إلا بعد وفاة والده وما مجموعه نحو ست سنوات من الحرب الأهلية. يمكن افتراض أن زواجه كان مرتبطًا بسياسة الأب الودية مع بابل. في مواجهة تهديد الآراميين والميديين، كان يجب على شامورامات أيضًا القيام بجهود من أجل قيام تحالف مع وطنهم الأصلي. لقد ثبت أن اللغة البابلية اكتسبت أهمية في آشور، وعبادة الإله نبو، التي كانت في ذلك الوقت تتفوق على عبادة مردوخ السائدة في بابل، انتشرت عبر الحدود إلى آشور.  في كلخو نحوعام 787 ق.م تم بناء معبد كبير لنبو مع مكتبة وأرشيف من قبل ابنها كُرس في نفس العام، حيث تم الاحتفاظ بوثائق الدولة الهامة. ومع ذلك، فإن فرض عمالتها لبابل وبالتالي تضغيف وضع شمشي-أدد الخامس ، في الاتفاقية التي عقدت في نهاية الحرب الأهلية، أو السعي لتوحيد الممالك المنافسة للدولة، يعتبر خاطئًا ومبني على سوء فهم للوضع السياسي، ورغم ميلها للثقافة البابلية، كانت شامورامات ناجحة للغاية في تعزيز وتوسيع قوة الإمبراطورية الآشورية لزوجها ولابنها لاحقًا.
يُفترض أن شامورامات قد رافقت زوجها عسكريًا في حملة واحدة على الأقل وبعد وفاته خططت وقادت حملات مستقلة. سواء كان هذا الافتراض صحيحًا أم لا، فهو أمر مثير للجدل. نجحت في ذلك الوقت في تثبيت الاستقرار في الإمبراطورية الآشورية، وصد هجمات الميديين، وليس فقط هزيمة الآراميين، بل قهر مركز قوتهم جوزان في إعالي بلاد ما بين النهرين ودمجه في الإمبراطورية. وشاركت مع أبنها في ترسيم الحدود بين مملكتي كوموه وجرجوم كما تبين مسلة بازارجيك. على المستوى السياسة الداخلية، يُقال إن شامورامات حققت أيضًا نجاحات كبيرة، من خلال إدارة فعالة، وليس أقلها بسبب نشاط البناء المنتظم. الفيلسوف اليوناني هيرودوت، الذي سافر في حوالي عام 450 قبل الميلاد. وزار بابل الفارسية حينها وبحث عن التاريخ الآشوري، عزى لشامورامات الفضل في بناء شبكة ري كبيرة في سهل الفرات.

## أسطورة سميراميس
شامورامات بصفتها حاكمة مبكرة من الشرق، هي وفي وقت لاحق مع الملكة الآشورية نقية (آشورية: زاكوتو)، صارت بعد فترة وجيزة من وفاتها محورًا لحكايات وأساطير، والتي ظهرت منها أخيرًا الشخصية الاسطورية سميراميس. ينسب لها الأصل الإلهي، والجمال والذكاء الخارقين، ولكن أيضًا الأنثى الماكرة، ونمط الحياة المنحل، بالإضافة إلى النهاية الغامضة. باستثناء الاسم المترجم لليونانية، فبلكاد هناك أي علاقة بين الأساطير وبين حياة وتاريخ ونشاط شامورامات. وعلى أي حال، من المؤكد أن شامورامات ليس له أي علاقة بحدائق سميراميس المعلقة، إحدى عجائب الدنيا السبع القديمة.

## خلاف الؤرخون على وصايتها
بالنسبة لمسألة وصاية شامورامات فإن اثنين من المسلات الملكية لها أهمية. تم العثور على المسلة الأولى (مسلة سبعة) في عام 1905م جنوب سبعة عند سفح جبل سنجار وهي الآن في متحف اسطنبول. كانت مكرسة لاداد ومُقدمة من قبل نرجال-إرش Nergal-ereš، والي راصافا Raṣappa . اكتشفت المسلة الثانية في عام 1967 م في مقام آشوري قديم في تل الرماح (Zamihi / Zamahu)، على ما يبدو كانت لا تزال في الموقع ، أي في مكانها الأصلي، ما يعتبر استثناءً مطلقًا للمسلات الملكية الآشورية. تُظهر الصورة أداد نيراري في وضعية السير، وعصا في يده اليسرى وآلهة بجانب رأسه. وهي أيضًا مكرسة لاداد وتبرع بها نيرجال إريش. يروي النقش حملة الملك إلى سوريا في عامه الأول من حكمه، وتلقى خلالها تكريم ماري من آرام ووصل إلى مدينة أرواد «التي تقع في منتصف البحر». عادة ما يتم تحديد موعد هذه الحملة في 806 ق.م. حسب تاريخ سنين المسماة سار نيراري الثالث هذا العام، بشكل أساسي، ضد مملكة الماناي. نظرًا لأن مسلة سبعة تضع نفس الحملة في السنة الخامسة للملك، فإن بعض الباحثين يفترضون أن حساب مسلة تل الرماح يشير إلى أول سنة مستقلة في حكم آداد نيراري، وأنه سبقًا كان يتشارك المُلك مع والدته شامورامات.
غير أن مؤرخين مشهورين يفترضون أن أداد نيراري قام بعدة حملات سنويًا، لم يُذكر منها في نقوشه سوى حملة واحدة. وتناقش أيضا تفسير كلمة رابيش rabîš على مسلة سبعة . يمكن تفسيرها على أنها إما «قوي» أو «حاكم مستقل». التفسير الأخير سيتوافق مع فكرة الحكم المشترك السابقة، والتي وفقها أول ما جلس الملك كرابيش rabîš على العرش كان فيالسنة الخامسة، لكن هذا الفهم يعتبر أيضًا غير محتمل من قبل بعض المؤرخين.

## أدبيات الموضوع
- والتر أندريه: ... في: المفاوضات العلمية لجمعية المشرق الألماني. المجلد 24، 1913، رقم 5.
- والتر أندريه: صفوف من الأسقف في آشور (الجزء 11 - القصر القديم في آشور). Zeller، Osnabrück 1972 (Nachdr. D. بدون ضريبة القيمة المضافة. لايبزيغ 1913).
- فيلهلم إيلرز: سميراميس. أصل وصدى أسطورة شرقية قديمة. في: تقارير الأكاديمية النمساوية للعلوم / فلسفية تاريخية. 274/2، 1971.
- كارل فرديناند فريدريش ليمان - هاوبت: سميراميس التاريخية ووقتهم. محاضرة عقدت في DOG إلى برلين في 6. فبراير 1910. موهر، توبنجن 1910.
- هاينريش ليوي: نيتوكريس نقعة. في: مجلة دراسات الشرق الأدنى المجلد 11، 1952، ص 264-286.
- فولفغانغ شرام: كان سميراميس آشوري ريجنت؟ في: هيستوريا. المجلد 21، 1972، ص. 513-521.
- إيكهارد أنجر: ريفيلستيلي أدادنيراريس 3. من سبأ وسميراميس. إحسان، القسطنطينية 1916.